# Oto Linhart
Oto Linhart (* 2. června 1958, Praha) je český publicista, spisovatel a básník. Literární tvorbě se věnuje od dob studií na Fakultě žurnalistiky UK. Prošel mnoha profesemi (jako redaktor ČT, vedoucí redaktor deníku Prostor, editor časopisu Playboye, vedoucí marketingu Rádia Alfa, manažer komunikace společnosti Opel C & S, ředitel odboru komunikace Skanska CS a. s.).

## Dílo
- Tápač (Nesnáším trapné příběhy), 1990
- Víkend na kolečkových bruslích, 1991
- Mě nesmíš nikdy prosit, 1996
- Kudrnáč má své dny, 2002
- Zavři oči a leť, 2004
- Potížista, 2010
- Příběh zděšeného muže (pod pseudonymem Adam T. Blahosz), 2014
- Zahraj tu písničku, tati, 2014
- Princ Jůtůber, 2016
- Obejmi mě dočista, dočista (pod pseudonymem Adam T. Blahosz), 2018
- Historky z koule, 2019
- Jsem to já - a jsi to ty / Průvodce dospívající slečny pozemskou krajinou (pod pseudonymem Adam Blahosz), 2022
- Vesničko má genderová, 2024